# 耿平妃
平妃耿氏（へいひ こうし、? - 1555年10月10日（嘉靖34年9月25日））は、明の嘉靖帝の妃嬪。

## 経歴
河間の庶民であった耿世杰の娘として生まれた。嘉靖帝の後宮に入り、妃となった。
嘉靖34年9月25日（1555年10月10日）、薨去した。「平」と諡されて、金山の妃園寝に葬られた。父の耿世杰は正五品錦衣衛衣右所帯俸副千戸に任じられた。

## 伝記資料
- 『明世宗実録』
- 『宛署雑記』